# Jedno życzenie
Jedno życzenie (ang. You Wish!) – amerykański film, należący do kategorii Disney Channel Original Movies.

## Obsada
- A.J. Trauth - Alex Lansing
- Spencer Breslin - Stevie Lansing / Terrence Russell McCormack
- Lalaine - Abby Ramirez
- Tim Reid - Larry
- Peter Feeney - Dave Lansing
- Joshua Leys - Gary
- Sally Stockwell - Pam Lansing
- Ari Boyland - James Cooper
- Emma Lahana - Fiona
- Jay Ryan - Charles
- Jodie Rimmer - Zoe
- Stephen Butterworth - Ronald